# مركز ثقل
مركز الثقل أو المَثقَل مركز الثقالة لجسم ما هو نقطة في هذا الجسم يكون العزم مساوياً للصفر بالنسبة لها إذا وضعنا هذا الجسم في حقل قوى متوازي (مثل حقل الجاذبية في الغرفة). ويسمى في الرياضيات بالمرجح.
- يلعب مركز الثقل دورا أساسيا عند حمل الأثقال برافعة أو إلقاء ثقل بمظلة من طائرة.
- وفي الفيزياء تحتاج بعض المسائل معرفة مركز ثقل نظام لحلها، مثل كتلة مخفضة.

## حساب مركز الثقل
تعرف مركز الثقل {\displaystyle {\vec {r}}_{s}} بأنه المتوسط الحسابي للمواقع المتجهة
{\displaystyle {\vec {r}}} لجميع الكتل الجزئية للجسم {\displaystyle dm} :
{\displaystyle {\vec {r}}_{s}={\frac {\int {\vec {r}}\ dm}{\int dm}}={\frac {\int {\vec {r}}\,\rho ({\vec {r}})\,dV}{\int \rho ({\vec {r}})\,dV}}}
حيث
{\displaystyle \rho ({\vec {r}})} الكثافة عند الموقع {\displaystyle {\vec {r}}}
{\displaystyle dV} وحدة أو عنصر الحجوم.
وتكون الكتلة الكلية للجسم في المقام من المعادلات.
وفي حالة جسم منتظم الكثافة يمكن اعتبار الكثافة
{\displaystyle \rho } فينطبق مركز الثقل على مركز الثقل الهندسي. وفي كثير من الأحوال يمكن تسهيل الحساب باعتبار أن مركز الجسم الهندسي يقع دائما على محور التناظر للجسم. ويكون على سبيل المثال مركز الثقل للكرة في مركز الكرة الهندسي.
وفي حالة الأجسام المنفردة يمكن إجراء التكامل والحصول على الحجم الكلي عن طريق جمع المواقع المتجهة {\displaystyle {\vec {r}}_{i}} لجميع الكتل الجزئية للجسم {\displaystyle {\vec {m}}_{i}} ،
فنحصل على:
{\displaystyle {\vec {r}}_{s}={\frac {1}{M}}\sum _{i}{\vec {r}}_{i}\cdot m_{i}}
حيث :
{\displaystyle M} مجموع الكتل الجزئية {\displaystyle m_{i}} للجسم:
{\displaystyle \!\,M=\sum _{i}m_{i}}
وقد يكون مركز الثقل خارج الجسم مثلما في حالة الحلقة أو الإطار. فيكون مركز الحلقة أو الإطار في المركز الهندسي.

## تعيين مركز الثقل

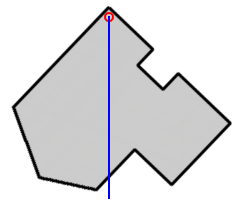
يقع مركز الثقل رأسيا تحت نقطة التعليق.

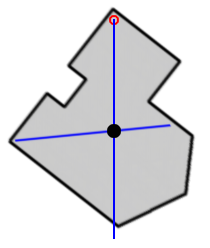
تعيين مركز الثقل بطريقة تقاطع خطي نقطتي التعليق.

يعين مركز ثقل جسم صلب عمليا بتعليقه من نقطة اختيارية على سطحه ونتركه حتى يثبت.بالتالي سيقع مركز الثقل على الخط الواصل من نقطة التعليق الساقط عموديا على الأرض(الخط الأزرق في الصورة إلى اليمين).
ونعيد تلك العملية باختيار نقطة أخرى لتعليق الجسم ونعين الخط الساقط عموديا على الأرض المبتدئ من نقطة التعليق. التقاطع بين الخطين المعينين يعطينا بالتقريب مركز الثقل. تزداد الدقة في تعيين مركز الثقل عند اختيار النقطة الثانية للتعليق بحيث تكون عمودية على نقطة التعليق الأولى. هذا بالنسبة لجسم مسطح ذو بعدين.
أما إذا كان الجسم الصلب ذو ثلاثة أبعاد فنحتاج لتعيين مركز الثقل تعليقه ثلاث مرات، في كل مرة نختار نقطة تعليق عليه بحيث تكون عمودية (بالتقريب) على نقطتي التعليق الآخرتان (أي نقطة على الطول ونقطة على العرض ونقطة على الارتفاع).
طريقة سهلة أخرى لمعرفة مركز ثقل لوح من الخشب أو قضيب. نضع القضيب مثلا على إصبعي اليدين وبينهما مسافة بحيث يكون القضيب أفقيا ومتوازنا. نبدأ في تقريب الأصبعين من بعضهما مع المحافظة على توازن القضيب في وضعة الأفقي. نستمر في تقريب أصبعينا تحت القضيب حتى يلتقيا، فتكون نقطة التقاء الإصبعين هي مركز ثقل القضيب.

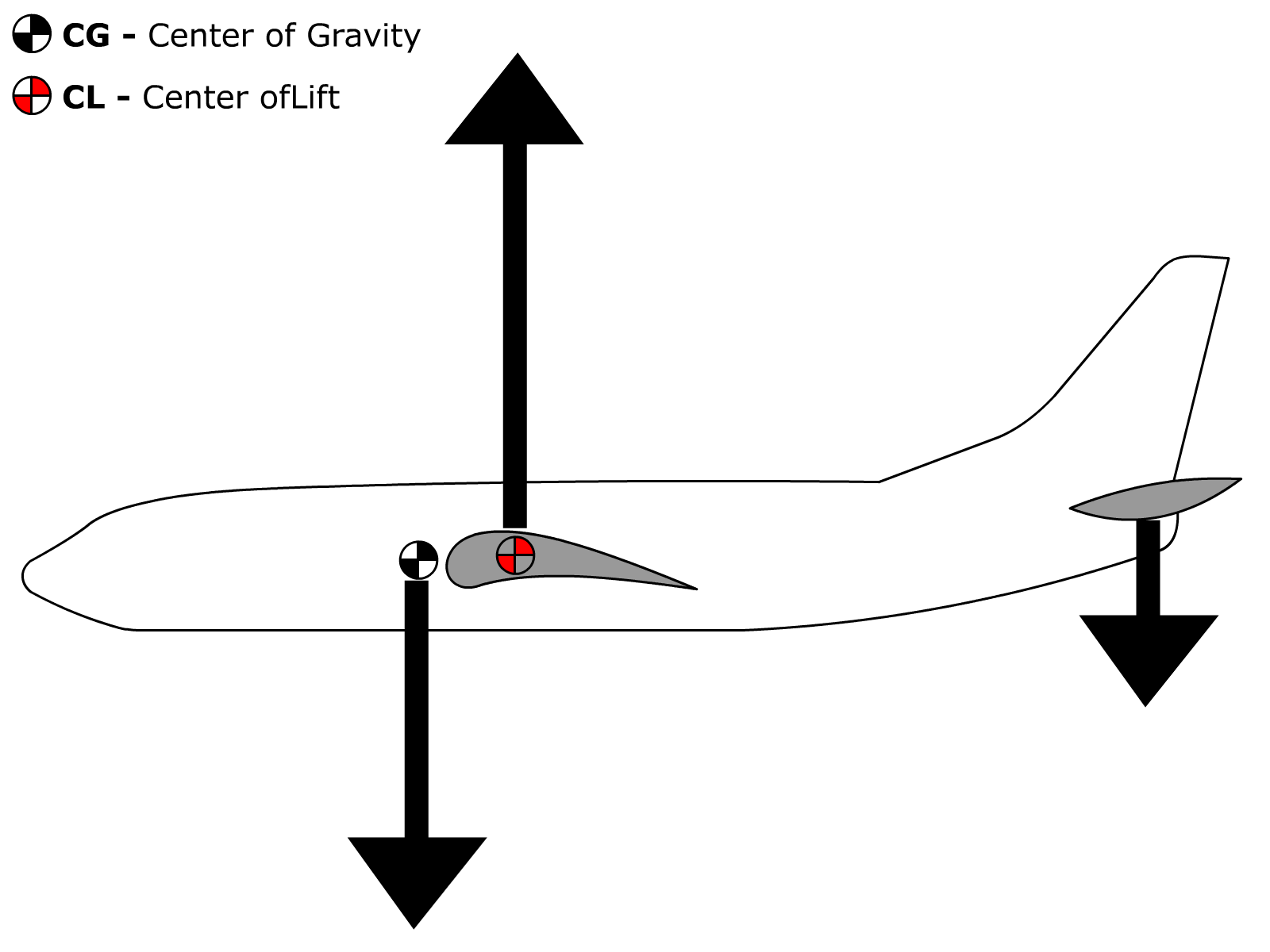
مركز الثقل للطائرة center of gravity ومركز الرفع center of lift.

## اقرأ أيضا
- كتلة مخفضة
- معلومات إضافية :
- مركز الثقل يكون في الوسط دائما
- مركز الثقل : هو نقطة لو علق منها الجسم لن يحاول الدوران حول نفسه لأن صافي العزوم حولها تساوي صفرا .... ويكن تعريفها على انها تلك النقطة اللتي يبدو كأن وزن الجسم متجمع فيها
- يعتمد ثبات التراكيب على :
- توزيع الكتل فيه
- المادة المصنوعة منه